# 라이헨 렘쿨
라이헨 렘쿨(Reichen Lehmkuhl, 1973년 12월 26일 ~ )은 미국 공군 출신의 모델이자 배우이다.

## 내력
렘쿨이 5살 때 부모님이 이혼하고 아버지가 없는 가정에서 자랐다. 그 무렵 2차 세계 대전에 종군한 할머니의 권유로 공군사관학교에 들어간다. 96년 졸업 후 5년간 종군하고 명예 제대한다. 그 후 2003년 CBS의 리얼리티 쇼 《어메이징 레이스 제 4 시리즈》에 당시 교제하고 있던 칩 안트 (Chip Arndt)와 함께 출연해 우승하였다. 그 후, 랜스 배스와 교제를 시작하지만 2007년 1월에 파국하였다.